# Glenn Gustafsson
Glenn Gustafsson, född 4 september 1998 i Sorunda, Sverige, är en svensk professionell ishockeyspelare. Gustafsson har tidigare spelat för bland annat Haninge Anchors HC samt Örebro HK. Under säsongen 2021/2022 spelade Gustafsson för Växjö Lakers HC i SHL där han  var med och vann SM guld. Säsongen 2023/2024 kommer Gustafsson återigen spela för Örebro HK i SHL.

## Biografi
Under säsongen 2016/2017 blev Gustafsson framröstad av Örebros supportklubb 14-3 till årets MVP i Örebro Hockey, det vill säga årets mest värdefulla spelare (MVP).

## Klubbar
- Haninge Anchors U16 (2013/2014)
- Örebro HK J18 (2014/2015–2015/2016)
- Örebro HK J20 (2015/2016)
- Örebro HK (2015/2016–2020/2021)
- Växjö Lakers HC (2021/2022–)

### Webbkällor
- ”Glenn Gustafsson”. eliteprospects.com. http://www.eliteprospects.com/player.php?player=273529. Läst 11 mars 2017.